# Lago La Plata (Puerto Rico)
Lago La Plata es un lago situado entre los municipios de Naranjito, Toa Alta y Bayamón en el estado libre asociado e isla de Puerto Rico. El lago fue creado en 1973 parar servir como depósito para el agua potable.
El lago recibe el flujo del río de la Plata y se puede utilizar para la pesca, constituye un refugio de vida silvestre. Se ubica en las coordenadas geográficas 18°20′N 66°14′O / 18.333, -66.233 y tiene una superficie de 4,05 kilómetros cuadrados (1,56 millas cuadradas).